# Hans Magnus Nordlindh
Hans Magnus Nordlindh född 1875 i Stockholm, död den 3 oktober 1908, var en svensk författare. 
Modern var "StatskommissarieEnka" 1890 och hette Louise (f.1842 i Stockholm). Hans Magnus hade 1890 två kända syskon Arvid (f.1873) och Louise Charlotta (f.1878). Han tog studenten 1892. 
Nordlindh är mest känd för att ha blivit vådaskjuten till döds av författarkollegan Henning Berger. Olyckshändelsen inträffade i rum 401 på hotell Anglais i Stockholm, strax efter klockan 03.30 den 3 oktober 1908. Berger förevisade sin revolver, av ovanlig fransk modell inköpt i Paris för 22 Francs, då ett skott brann av och Nordlindh blev skjuten genom ögat. Han fördes till Serafimerlasarettet där han avled. 
Det fanns flera vittnen till händelsen. Berger dömdes till en månads fängelse för vållande till annans död. Efter den händelsen vistade Berger mestadels i Köpenhamn, där han dog 1924.